# 大里溪
大里溪位於台灣中部，為烏溪（大肚溪）水系的支流，流域分佈於臺中市西南部，水系河長36.4公里，流域面積400.72平方公里。大里溪河段上游為大坑溪，發源於大橫屏山脈標高776公尺之二嵙山，河長30.6公里；水系最遠源流則為旱溪，發源於豐原丘陵觀音山之蕃社嶺。舊旱溪注入大里溪後之大里溪段落稱為「粗溪」、即烏日大橋至筏子溪環河橋河段。後粗溪與筏子溪於環河橋(烏日區環河路三段)下合流注入烏溪。

## 整治歷史

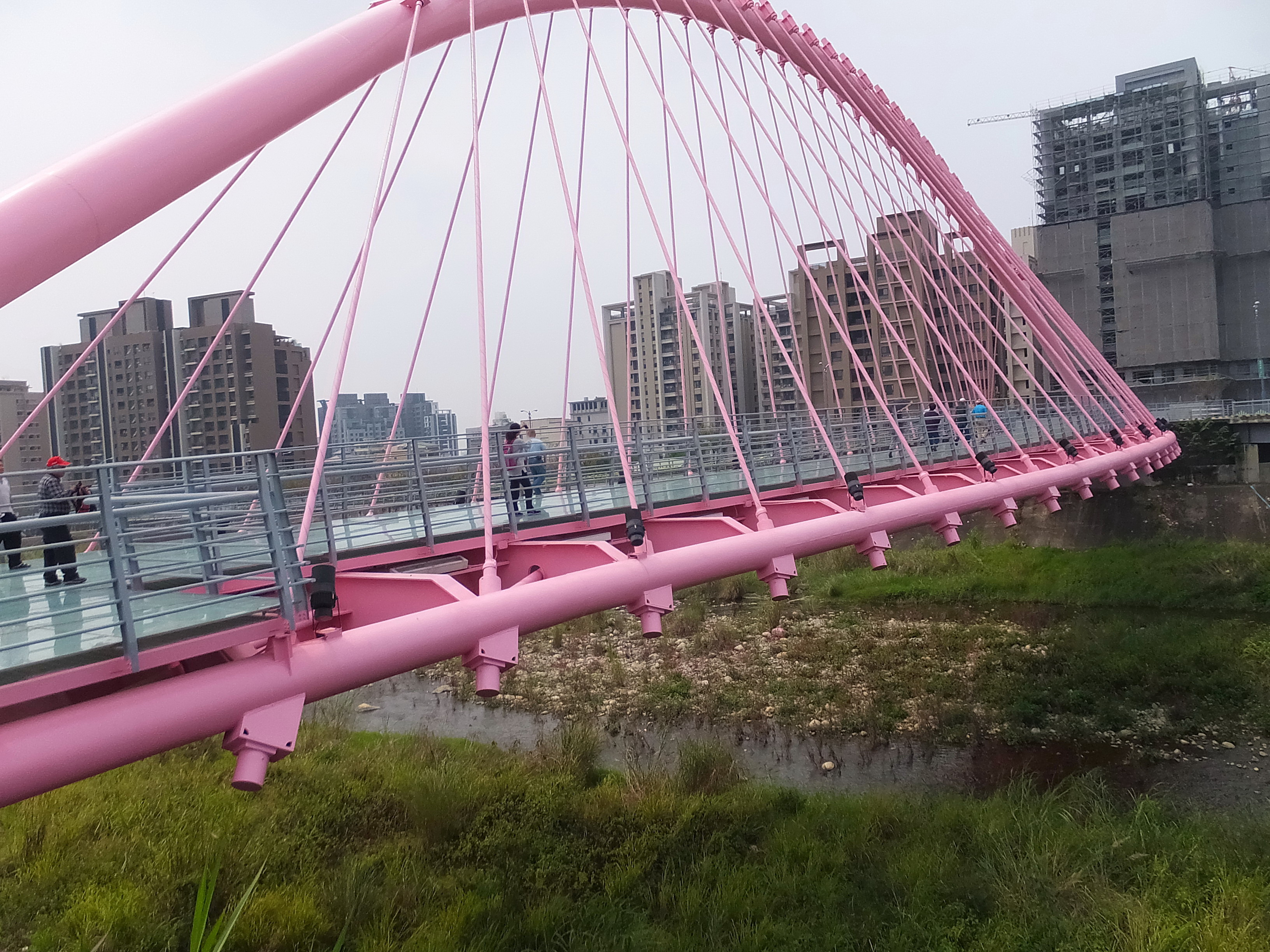
橫跨大里溪的大坑情人橋（北屯區廍子）

民國79年（1990年）實行「大里溪治理先期計劃」，分成七年兩期實施，整治河道全長53公里，有鑑於自八七水災與歷年來颱風暴雨造成洪害，基於此進行整治大里溪計劃，計劃結果與基隆河整治相似，皆會產生大量浮覆地新生地。

## 生態景觀
大里溪可見到的鳥類繁多，從較為普遍的小白鷺、黃頭鷺、夜鷺、白頭翁、綠繡眼到班文鳥，幸運的話甚至可以看見棕沙燕、八哥、棕背伯勞、台灣夜鷹、白冠雞、老鷹等等，豐富的鳥類生態都集中於此。
最適合的賞鳥季節為每年的九月至第二年的三月，一批批北方來的候鳥會從大肚溪進來棲息在大里溪過冬，加上本地的留鳥，此時可以看到很多種鳥。
每年的三、七月是鳥兒的求偶與繁殖季節，此時鳥兒的活動非常活躍，也是很好的賞鳥季節。
每年二至四月是鳥兒換羽毛的季節，此時望遠鏡下的各種鳥兒都比往常漂亮。
最佳賞鳥時間：一、早上天剛亮到八點左右，休息一個晚上的鳥兒此時忙著到處找食物，很容易看到牠們的蹤跡。
二、傍晚的四、五點開始至天黑，此時各種鳥忙著覓食， 或準備晚上棲息的事情，也是賞鳥很好的時間。
適合賞鳥的地點－中投高速公路下鳥類最多，為大里溪最佳賞鳥區域。

## 大里溪主要支流
- 大里溪
  - 舊旱溪
  - 旱溪：太平區
  - 草湖溪[9]：霧峰區、大里區、太平區
    - 乾溪：霧峰區
    - 北溝溪：大里區、霧峰區
      - 南坑溪：霧峰區
      - 中坑溪：霧峰區
      - 北坑溪：霧峰區

  - 頭汴坑溪：大里區、太平區、新社區
    - 牛角坑溪：大里區、太平區
    - 東汴坑溪：太平區
    - 北坑溪：太平區、新社區
      - 茄苳寮溪：太平區、新社區

  - 廍子溪：太平區、北屯區
  - 大坑溪：太平區、北屯區